# Bobsleeën op de Olympische Winterspelen 1988
Bobsleeën is een van de sporten die beoefend werden tijdens de Olympische Winterspelen 1988 in Calgary.

## Heren

### 2-mansbob
| rang   | sporter(s)                            | land     | tijd    |
| ------ | ------------------------------------- | -------- | ------- |
| Goud   | Jānis Ķipurs Vladimir Kozlov          | URS - I  | 3:53.48 |
| Zilver | Wolfgang Hoppe Bogdan Musiol          | GDR - I  | 3:54.19 |
| Brons  | Bernhard Lehmann Mario Hoyer          | GDR - II | 3:54.64 |
| 4      | Gustav Weder Donat Acklin             | SUI - II | 3:56.06 |
| 5      | Ingo Appelt Harald Winkler            | AUT - I  | 3:56.49 |
| 6      | Hans Hiltebrand André Kiser           | SUI - II | 3:56.52 |
| 7      | Anton Fischer Christoph Langen        | FRG - I  | 3:56.62 |
| 8      | Peter Kienast Christian Mark          | AUT - II | 3:56.91 |
|        |                                       |          |         |
| 29     | Bart Carpentier Alting Bart Dreschsel | AHO - I  | 4:03.73 |

### 4-mansbob
| rang   | sporter(s)                                                   | land     | tijd    |
| ------ | ------------------------------------------------------------ | -------- | ------- |
| Goud   | Ekkehard Fasser Kurt Meier Marcel Fässler Werner Stocker     | SUI - I  | 3:47.51 |
| Zilver | Wolfgang Hoppe Dietmar Schauerhammer Bogdan Musiol Ingo Voge | GDR - I  | 3:47.58 |
| Brons  | Jānis Ķipurs Guntis Osis Juris Tone Vladimir Kozlov          | URS - II | 3:48.26 |
| 4      | Brent Rushlaw Hal Hoye Michael Wasko William White           | USA - I  | 3:48.28 |
| 5      | Māris Poikāns Olafs Kļaviņš Ivars Bērzups Juris Jaudzems     | URS - I  | 3:48.35 |
| 6      | Peter Kienast Franz Siegl Christian Mark Kurt Teigl          | AUT - I  | 3:48.65 |
| 7      | Ingo Appelt Josef Muigg Gerhard Redl Harald Winkler          | AUT - II | 3:48.95 |
| 8      | Detlef Richter Bodo Ferl Ludwig Jahn Alexander Szelig        | GDR - II | 3:49.06 |

## Medaillespiegel
| rang | land        | goud | zilver | brons | totaal |
| ---- | ----------- | ---- | ------ | ----- | ------ |
| 1    | Sovjet-Unie | 1    | 0      | 1     | 2      |
| 2    | Zwitserland | 1    | 0      | 0     | 1      |
| 3    | DDR         | 0    | 2      | 1     | 3      |
|      |             | 2    | 2      | 2     | 6      |